# Di tích khảo cổ Nam Linh Sơn Tự

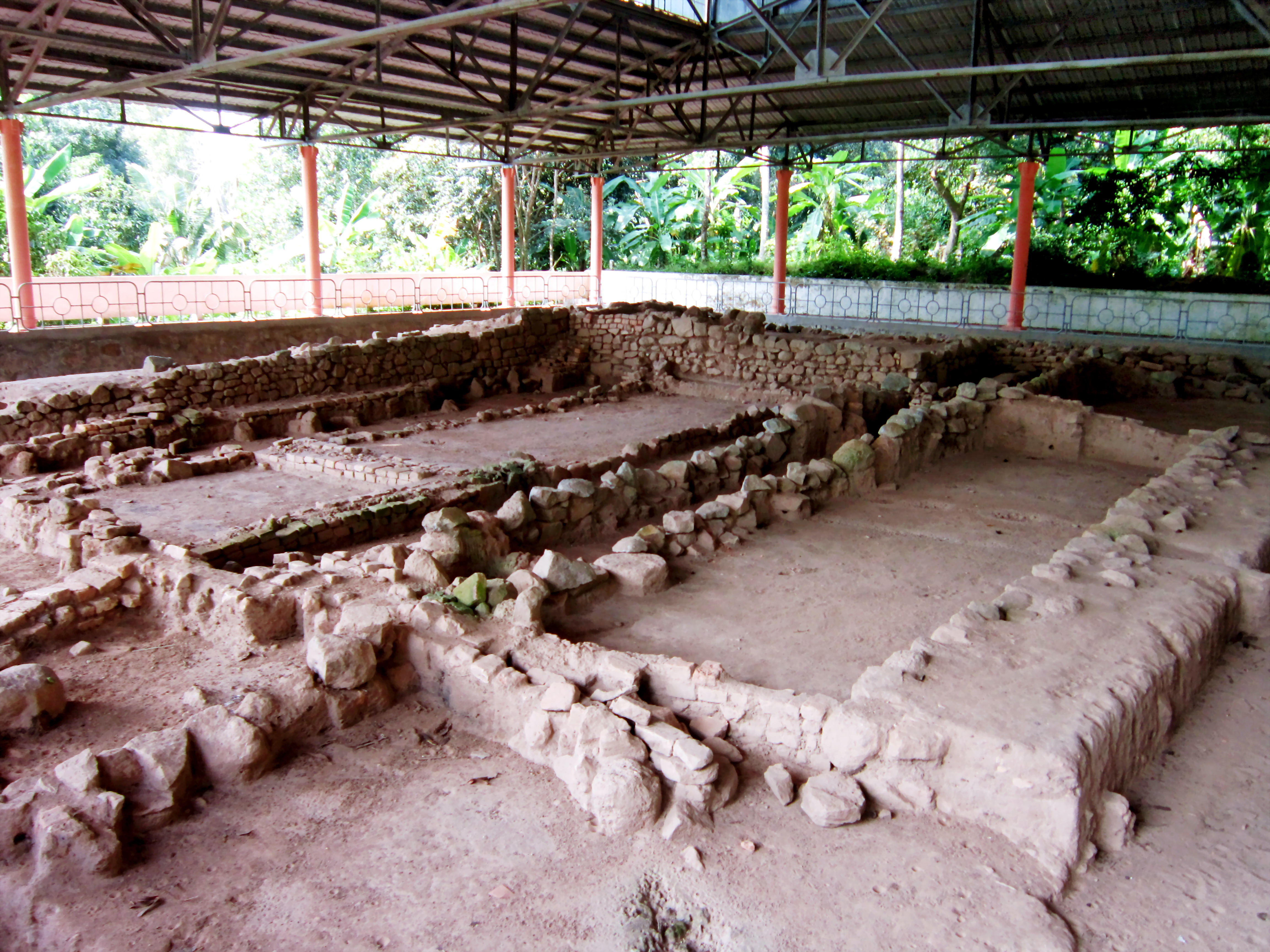
Di tích khảo cổ Nam Linh Sơn Tự

Nam Linh Sơn Tự là một di tích "kiến trúc và mộ táng" tiêu biểu nằm trong quần thể di tích khảo cổ và kiến trúc nghệ thuật Óc Eo – Ba Thê ở thị trấn Óc Eo, huyện Thoại Sơn, tỉnh An Giang, Việt Nam.

## Giới thiệu
Di tích khảo cổ Nam Linh Sơn Tự nằm trên sườn phía Đông của núi Ba Thê ở độ cao khoảng 30 m so với mặt nước biển, và cách chùa Linh Sơn (Ba Thê) về phía Nam khoảng 60 m.
Di tích có niên đại từ thế kỷ 1 sau Công nguyên và tiếp tục tồn tại cho đến thế kỷ 7 thì tiêu vong và bị đất, cát chôn vùi. Kiến trúc này phản ánh một trình độ văn minh khá cao của dân cư cổ Phù Nam thuộc châu thổ sông Cửu Long nói chung và An Giang nói riêng hơn 10 thế kỷ trước.
Trước đây, khu vực di tích đã được người Pháp khảo sát . Đến những năm 1993 – 1994 và 1998 – 1999, các nhà khảo cổ (chủ yếu là người Việt) lại tổ chức các cuộc khai quật, và đã tìm thấy hai loại hình di tích văn hóa Óc Eo, đó là di tích kiến trúc và mộ táng. Cả hai loại hình này đều có ở di tích khảo cổ Nam Linh Sơn Tự.
Về kiến trúc, di tích Nam Linh Sơn Tự là một kiến trúc cung đình mang tính chất tôn giáo, có chiều dài khoảng 22 m, rộng 17 m, trải dài trên một diện tích 200 m chia thành nhiều ngăn lớn nhỏ, có sân trong và đường cong thoát nước gồm 1 hoặc 2 tầng được xây bằng gạch và đá. Những dấu vết đã tìm thấy của đường móng tiếp giáp sinh thổ ở độ sâu 2 m so với mặt gò. Kiến trúc này có ít nhất là 2 giai đoạn xây dựng và sử dụng:
- Giai đoạn sớm (khoảng thế kỷ 2 sau Công nguyên): Bên dưới chỉ còn lại mộ, được xây dựng bằng gạch. Cổ vật tìm thấy trong tầng văn hóa này là gốm mịn Óc Eo như: bát, vung, bình, chum, vàng,...
- Giai đoạn muộn (khoảng thế kỷ 7 sau Công nguyên): Có dùng thêm đá để xây móng và vách ngăn. Trong tầng văn hóa này ngoài gốm mịn Óc Eo, còn xuất hiện ngói lợp và các loại gốm muộn khác, gốm thô thông dụng như: nồi nấu, đồ đựng, đồ đá.
Ngoài phần kiến trúc trên, cuộc khai quật năm 1999, đã làm xuất lộ toàn bộ phần chính của công trình kiến trúc ấy, có chiều rộng 17,5 m, dài 20,5 m, quay mặt về hướng Đông gồm các đường móng, vỉa bằng đá và gạch. Những vỉa này chia kiến trúc thành nhiều cấu trúc lớn nhỏ khác nhau gồm: sàn, nền, sân, hành lang, bậc thềm, cống thoát nước. Đặc biệt, trong tầng văn hóa sâu nhất và xưa nhất của di tích kiến trúc đã phát hiện mộ chum cải táng. Chum được chôn trong lớp cát phân hủy từ đá hoa cương. Đây là lần đầu tiên các nhà khảo cổ đã phát hiện mộ chum trong một di chỉ Óc Eo.

## Được xếp hạng

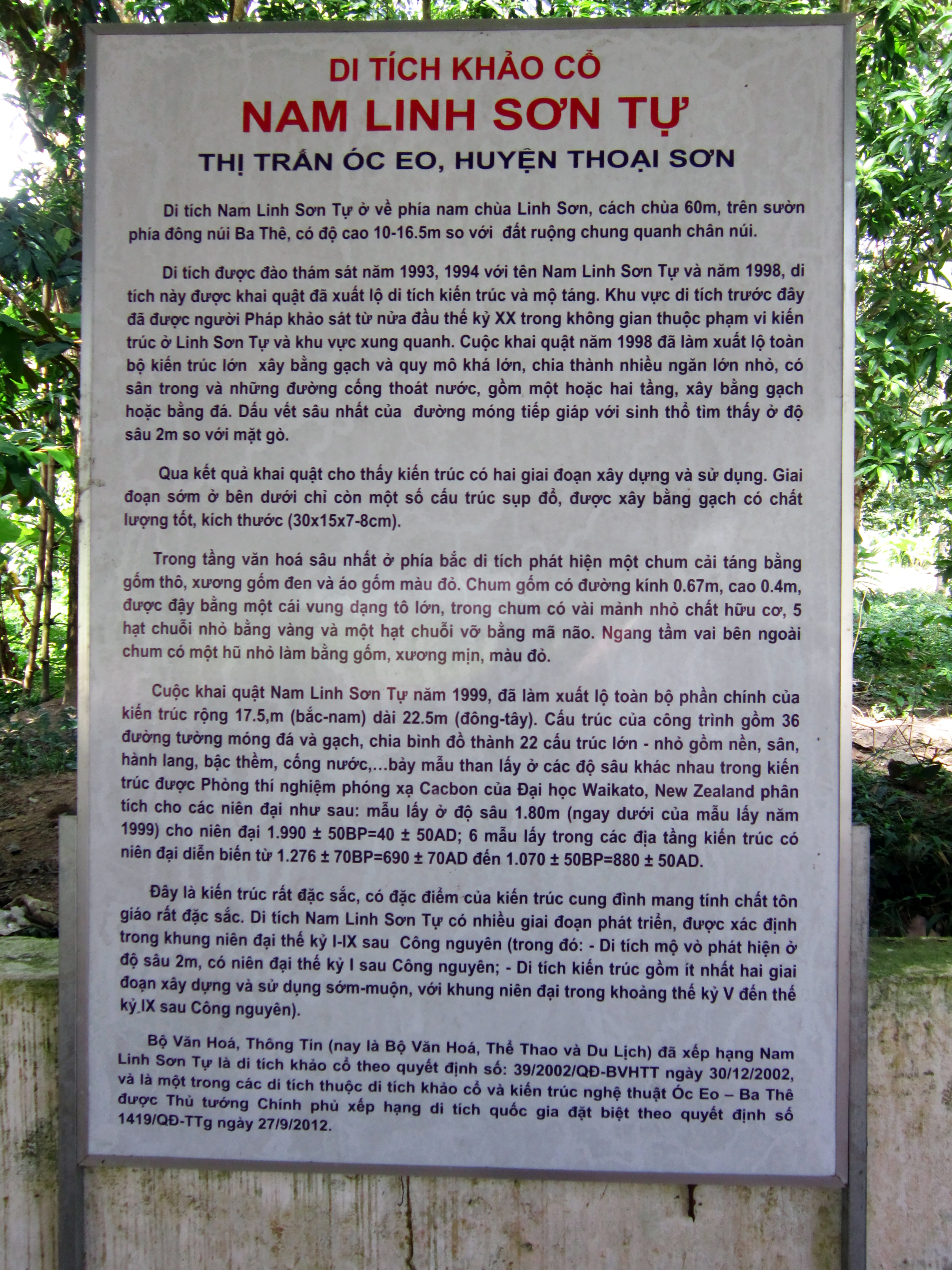
Bảng giới thiệu di tích khảo cổ Nam Linh Sơn Tự

Ngày 12 tháng 2 năm 2004, Bộ Văn hóa - Thông tin (nay là Bộ Văn hóa, Thể thao và Du lịch) ký Quyết định số 39/2002/QĐ-BVHTT công nhận di tích Nam Linh Sơn Tự là Di tích cấp quốc gia.
Năm 2012, di tích lại được liệt là một di chỉ kiến trúc và mộ táng tiêu biểu trong quần thể Di tích khảo cổ và kiến trúc nghệ thuật Óc Eo - Ba Thê đã được Thủ tướng Việt Nam xếp hạng Di tích quốc gia đặc biệt theo Quyết định số 1419/QĐ-TTg ngày 27 tháng 9 năm 2012 .